# Dichterliebe
Les Amours du poète
Dichterliebe (Les Amours du poète) op. 48 est un cycle de seize lieder pour voix et piano composés par Robert Schumann. Composée sur des poèmes de l'écrivain romantique allemand Heinrich Heine (Lyrisches Intermezzo, « Intermezzo lyrique », 1822–1823), cette œuvre date de 1840, l'année du mariage de Schumann avec la pianiste Clara Wieck. Ils sont destinés à une voix masculine (baryton aigu ou ténor).

## Contexte
La production de Robert Schumann dans le domaine du lied, excepté quelques oeuvres de jeunesse, débute à partir de 1840. Cette année là, la cour d'appel de Vienne a rendu un jugement favorable au mariage de Clara Wieck, fille de Friedrich Wieck et de Robert Schumann. Cependant, si Robert Schumann n'a pas commencé plus tôt à composer dans ce genre, c'est probablement parce qu'il n'en avait pas aperçu avant les possibilités expressives, du fait qu'il considérait que la musique était nécessairement sujette à la poésie. Les textes du cycle sont tirés du Lyrisches Intermezzo de Heinrich Heine, publié en 1823 et qui a connu alors un remarquable succès, autant en Allemagne qu'en France. Dans la version de 1827, le recueil comprend soixante-cinq poèmes, et Robert Schumann a peut-être envisagé de tous les mettre en musique. Cependant, il n'a composé que vingt-et-un lieder, dont quatre des poèmes n'ont pas été inclus dans les Dichterliebe, mais se retrouvent dans les op. 127 (nos 2 et 3) et 142 (nos 2 et 4). Un autre poème du recueil, composé quelques mois auparavant, a aussi été inclut dans Myrthen, op. 25 (no 7).

## Structure
Le cycle se compose de seize lieder :
1. « Im wunderschönen Monat Mai »
2. « Aus meinen Tränen sprießen »
3. « Die Rose, die Lilie, die Taube, die Sonne »
4. « Wenn ich in deine Augen seh’»
5. « Ich will meine Seele tauchen »
6. « Im Rhein, im heiligen Strome »
7. « Ich grolle nicht »
8. « Und wüssten's die Blumen »
9. « Das ist ein Flöten und Geigen »
10. « Hör' ich das Liedchen klingen »
11. « Ein Jüngling liebt ein Mädchen »
12. « Am leuchtenden Sommermorgen »
13. « Ich hab' im Traum geweinet »
14. « Allnächtlich im Traume »
15. « Aus alten Märchen winkt es »
16. « Die alten, bösen Lieder »

## Analyse
Nicolas Meeùs a notamment analysé quatre des seize lieder : les numéro nos 1, 2, 7 et 9. Selon lui, plusieurs éléments permettent de considérer ce cycle de lieder comme un tout, tant du point de vue de la structure que du point de vue tonal, ainsi que dans la progression de l'expression qui « ne sont certainement pas fortuits ». Dans ce cycle de lieder, Robert Schumann exprime sa douleur de ne pas pouvoir se marier avec Clara Wieck et l'espoir de voir des jours meilleurs arriver. Pour Robert Schumann, le lied est alors la meilleure forme d'expression de cette souffrance autant que de la délivrance qui s'ensuit.

### Im Wunderschönen Monat Mai
Nicolas Meeùs utilise le procédé d'analyse paradigmatique pour ce premier lied. Il constate ainsi que le morceau est construit sur trois motifs principaux, chacun faisant deux mesures. Le premier motif, alternant valeurs longue de noire liée à une ou plusieurs doubles suivi de doubles croches avec intervalles expressifs, est exclusivement réservé au piano. Il encadre les deux autres motifs, l'un proche du premier, le second en valeurs pointées. Tonalement, on trouve une ambiguïté entre la tonalité de fa dièse mineur et celle de la majeur, avec des tonalités à distances de tierces, un peu à la façon de Franz Schubert. Pour Eric Sams, la tonalité de fa dièse mineur est plus logique au regard du cycle entier. En revanche, Arthur Komar prend ce même argument pour affirmer que le lied est dans une tonalité de la majeur, l'accord de la tonique de fa dièse mineur n'étant jamais exprimé. Les arpèges de la main gauche constituent une idée de la Nature et sont représentatif du bruissement des feuilles d'arbres comme dans Der Nussbaum de son cycle Myrthen. Le saut expressif est un intervalle de sixte, et il est souvent associé à l'idée du chant. De plus, on a un motif d'expression de tristesse profonde exprimé notamment par un accord du sixième degré abaissé qui précède un cinquième degré. Enfin, le lied se clôt sur un accord de dominante et une demi-cadence, exprimant l'interrogation ou la plainte.

### Aus meinen Tränen spriessen
Dans l'analyse paradigmatique du deuxième lied montre une structure A-A-B-A', soulignant notamment le vers « wenn du mich lieb hast » (« si tu m'aimes »). Cette méthode permet aussi de souligner la descente en croches au piano et le rythme d'accompagnement dans le conséquent, qui assurent l'homogénéité de la pièce. Ici, l'enchaînement du deuxième et du cinquième degrés est à rapprocher de l'expression du départ et de l'éloignement qu'emploie souvent Robert Schumann. De plus, les accords du sixième degré et du septième degré, tous deux abaissés, expriment chacun la tristesse et le respect. De plus, sur les mots « wenn du mich lieb hast », le compositeur insère le nom musical de Clara transposé dans la tonalité de la pièce. Enfin, le staccato initial est une expression du rêve schumannien, qui est renforcé par l'insistance de la mélodie autour du troisième degré, rappelant le caractère d'Eusebius.

### Ich grolle nicht
Dans ce lied, Nicolas Meeùs dénombre pas moins de quatre motifs différents, qui sont cependant liés les uns aux autres par leurs structures rythmiques autant que mélodiques. Dans ce lied, la douleur s'exprime notamment par un abaissement du sixième degré dans la mélodie. De plus, les effets cadentiels expriment une forte attractivité, tandis que les enchaînements de quatrième et de premier degré donnent un aspect plus noble.

### Das ist ein Flöten und Geigen
Ce lied est composé de deux strophes de chacune seize mesures auxquelles s'adjoignent deux mesures de transition. Chaque strophe peut se subdiviser en deux groupes de huit mesures chacun contenant deux phrases de quatre mesures chacune et le second d'une grande arabesque descendante de trois fois deux mesures suivi d'un arpège ascendant. La coda est semblable aux mesures 1 à 4 et 17 à 20. Le chant principal est en réalité à la main droite du piano, et la partie vocale n'est qu'un contrechant. Dans ce poème, la main droite exprime plusieurs fois le nom musical de Clara et jusqu'à huit fois sous le vers « die Herzallerliebste mein » (« la préférée de mon coeur »). De plus, les premières notes de la main droite reprennent le saut de sixte du premier lied du cycle, tandis que la première phrase mélodique de la voix rappelle la mélodie du mariage dans Der Spielmann, op. 40, no 4.

## Interprétations notables
Parmi les meilleurs interprètes de ce cycle, on peut citer Dietrich Fischer-Dieskau, Fritz Wunderlich, Peter Schreier, Hermann Prey ou, plus récemment, Thomas Hampson, Thomas Quasthoff, Matthias Goerne et Jonas Kaufmann. En 2022, le ténor britannique Ian Bostridge interprète les Lieder accompagné par Brad Mehldau. Mais le cycle a été chanté par des voix féminines : Lotte Lehmann, Brigitte Fassbaender, Nathalie Stutzmann, Barbara Bonney et Elsa Dreisig, en réfléchissant la dédicace originale du compositeur à la cantatrice Wilhelmine Schröder-Devrient.